# Manjang
Manjang és un cràter de l'asteroide de la família Coronis del cinturó principal, (243) Ida, situat amb el sistema de coordenades planetocèntriques a -28.3 ° de latitud nord i 90.5 ° de longitud est. Fa un diàmetre d'un km. El nom va ser fet oficial per la UAI el 1997 i fa referència a la Manjanggul, un tubs de lava a Corea del Sud.